# Cat's in the Cradle
«Cat's in the Cradle» es una canción de folk rock de Harry Chapin, perteneciente al álbum Verities & Balderdash. El sencillo encabezó la lista de éxitos Billboard Hot 100 en diciembre de 1974. Como el único sencillo No. 1 en la carrera de Chapin, se convirtió en su obra más representativa y en una de las canciones más importantes y reconocidas del folk rock. La letra trata sobre un padre lleno de ocupaciones que no puede dedicar mucho tiempo a su pequeño hijo. El niño de todas formas siente una gran admiración por su padre y repite constantemente que cuando sea grande será como él. Al pasar el tiempo, el niño crece y entra a la universidad. Ahora su padre es quien desea pasar más tiempo con él, pero, influenciado por sus vivencias de niñez, el hijo ahora no desea compartir tiempo con su padre.
En 1992 la banda estadounidense de hard rock Ugly Kid Joe realizó una versión de la canción en su álbum debut America's Least Wanted. La versión fue publicada como sencillo en 1993 y logró ubicarse en la sexta posición de la lista Billboard Hot 100, la mejor posición de cualquier canción de la banda en dicha lista de éxitos.
Para el Videojuego Grand Theft Auto V en las Versiones de PS4, XBOX ONE Y PC, en la Estación de Radio Los Santos Rock Radio en Honor de 40 Aniversario. Curiosamente la canción esta dedicada para Michael de Santa uno de los Protagonista y Hijo James de Santa. Otros artistas como Johnny Cash, DMC y Sarah McLachlan también han interpretado versiones de la canción.